# Promeca fuscescens
Promeca fuscescens är en insektsart som först beskrevs av Wilhem de Haan 1842.  Promeca fuscescens ingår i släktet Promeca och familjen vårtbitare. Inga underarter finns listade i Catalogue of Life.